# Shibata Zeshin

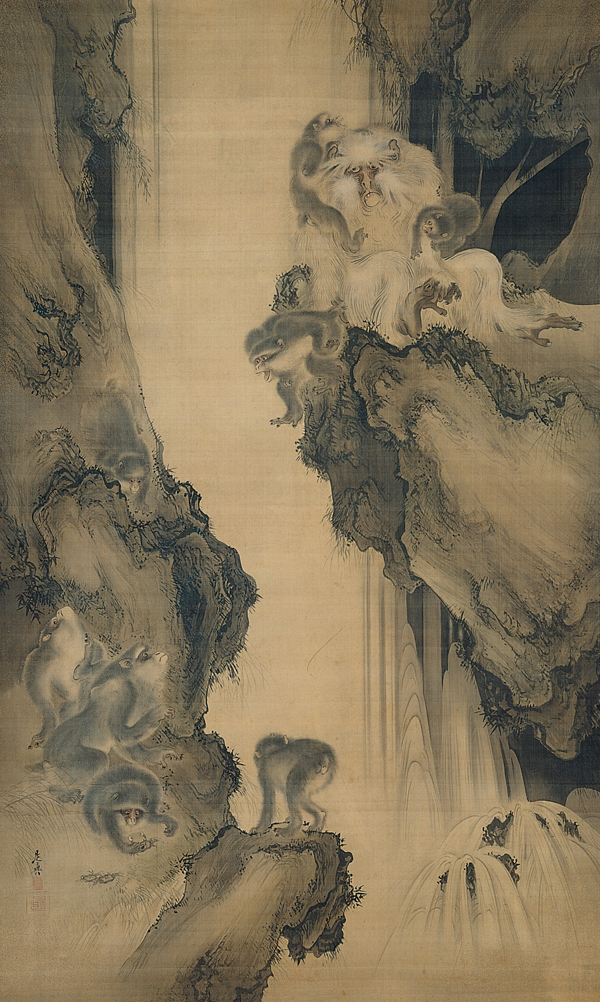
Wasserfall mit Affen, 1872.

Shibata Zeshin (japanisch 柴田 是真; 15. März 1807 in Ryōgoku, Edo (heute: Sumida, Tokio) – 13. Juli 1891) war ein japanischer Maler der späten Tokugawa- und frühen Meiji-Zeit.

## Leben und Werk
Zeshin wurde in Edo im Stadtteil Ryōgoku geboren. Sein Kindername war Kitarō (亀太郎), später Junzō (順蔵). Er lernte die Herstellung von Lackarbeiten bei dem Meister der Koma-Schule, Koma Kansai II (古満 寛哉二世), danach wurde er Schüler von Suzuki Nanrei (鈴木 南嶺; 1775–1844), der zur Maruyama-Shijō-Schule gehörte.
1830 ging Zeshin nach Kyoto, um sich dort auf Vermittlung von Nanrei unter Okamoto Toyohiko (1773–1845) weiter zu bilden. 1833 erhielt er von Nanrei seinen Künstlernamen Zeshin. Zeshin besuchte in Nara und Kamakura Tempel und Schreine, um sich alte Lackarbeiten anzusehen.
Nach der Meiji-Restauration stellte Zeshin auf den Weltausstellungen von Wien (1873), Philadelphia (1876) und Paris (1878) aus, erhielt in Japan Preise. 1879 beteiligte er sich mit allen Kräften an der Gründung der „Drachenteich-Gesellschaft“ (龍池会, Ryūchi-kai), die sich innerhalb des am Westen orientierenden Japan um die Bewahrung die traditionellen japanischen  Werte bemühte. 1880 wurde er zum Mitglied der Kunstsachverständigen am Kaiserhof (帝室技芸員, Teishitsu gigei-in) ernannt. 1891 beteiligte er sich an der Gründung der Japanischen Gesellschaft für Lackarbeiten (日本漆芸会, Nihon shitsugei-kai). Er gehört zu den größten Meistern der Lackarbeiten des 19. Jahrhunderts.
Sein ältester Sohn Reisai (令或) führte die Tradition seines Vaters fort.

## Bilder

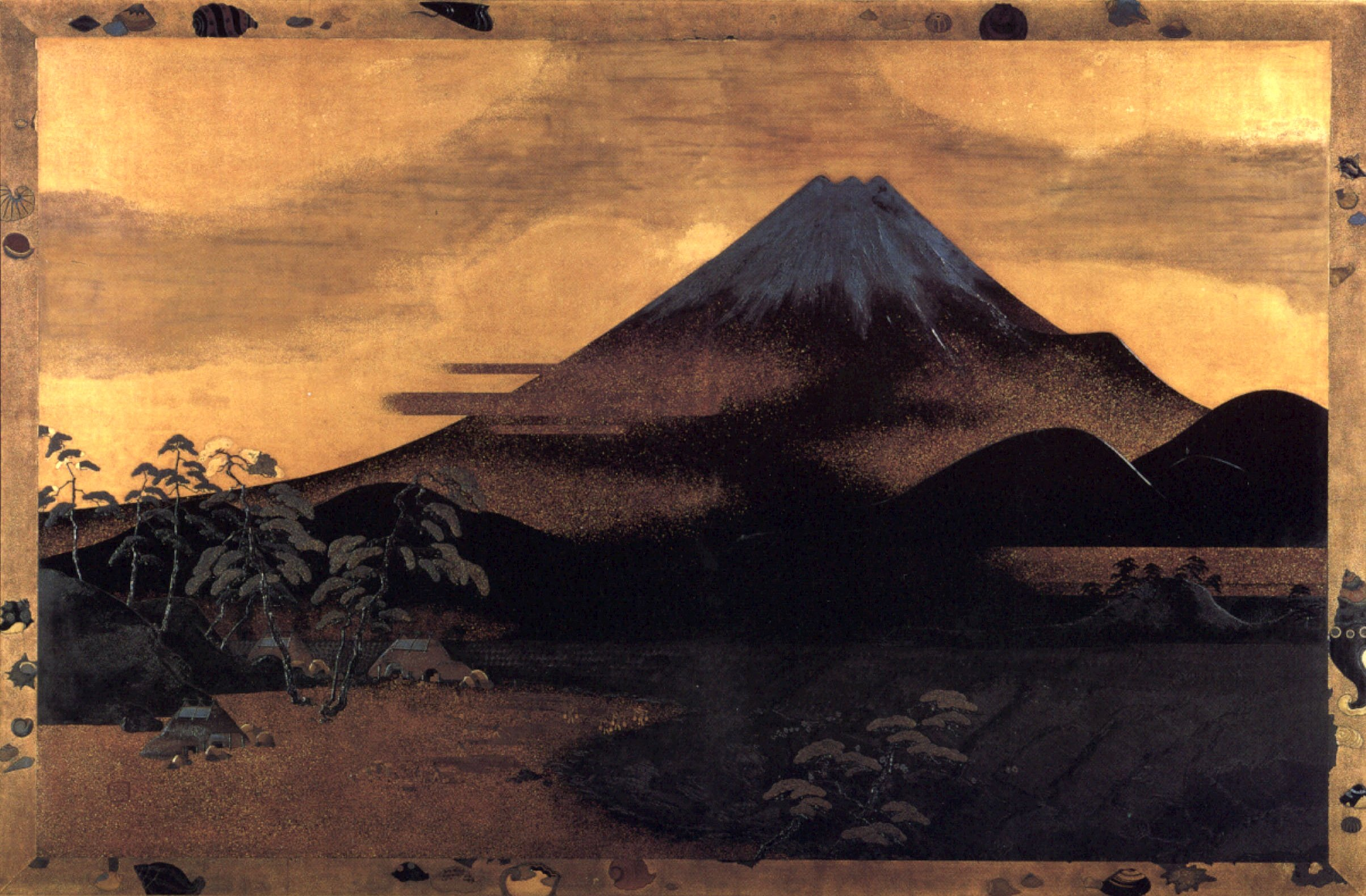
Fuji von Tagonoura aus.[A 1]
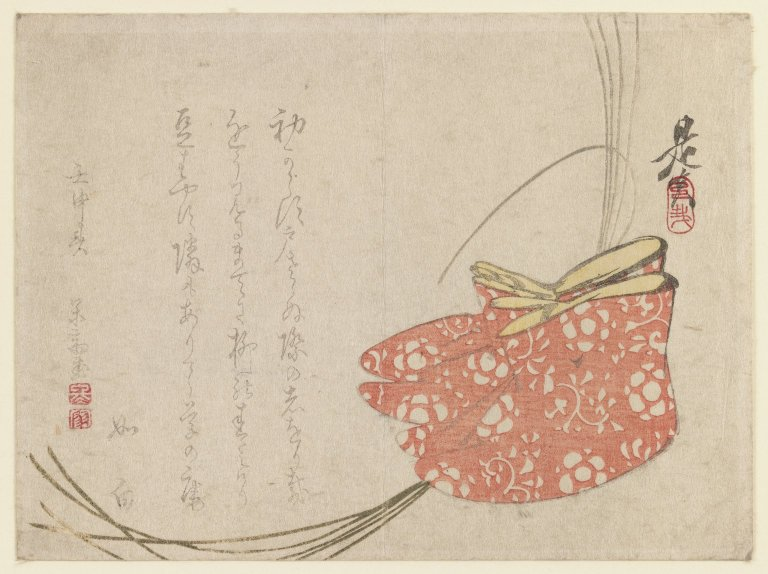
Glückwunschkarte.[A 2]
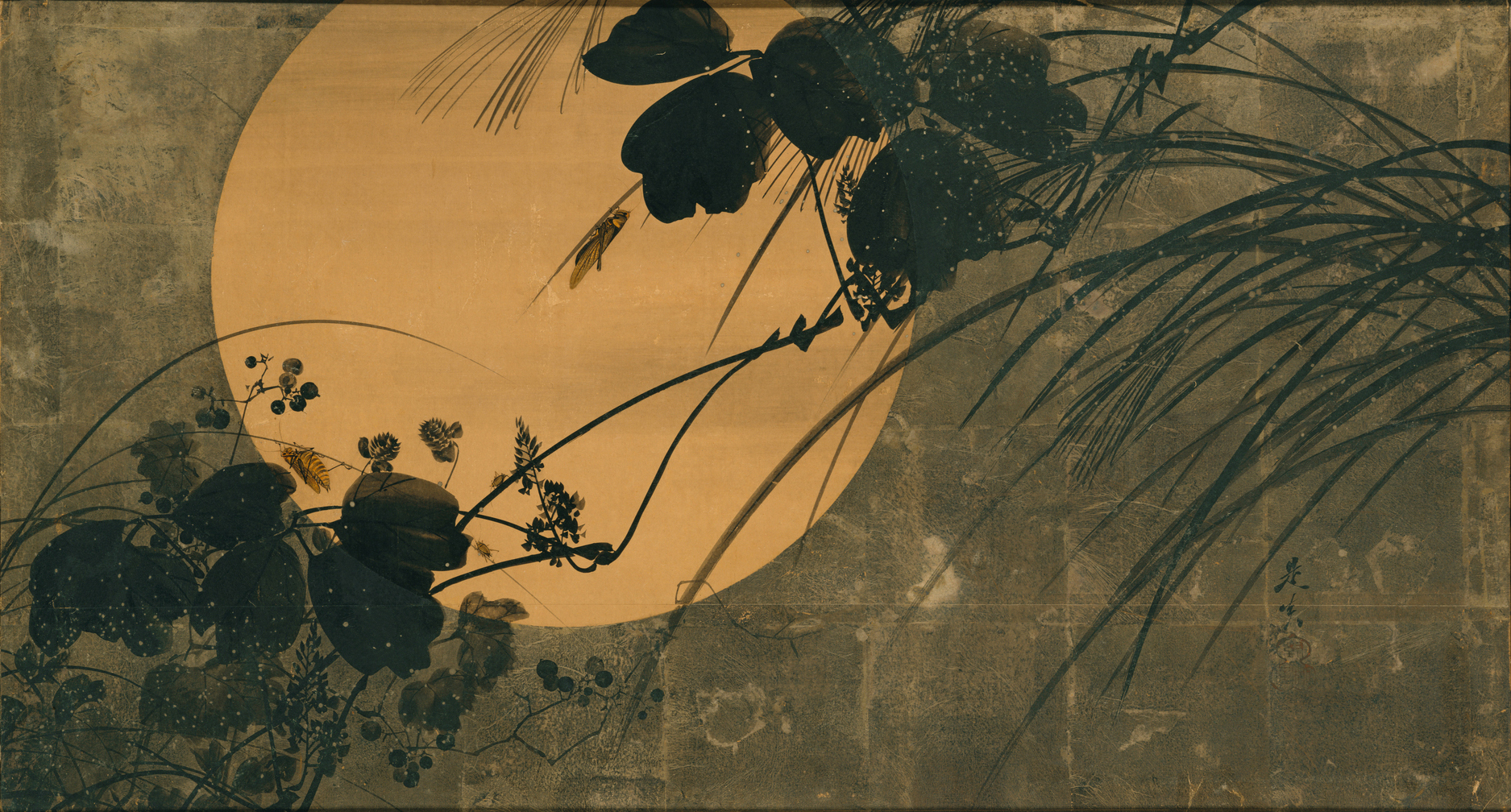
Herbstgras im Mondlicht.
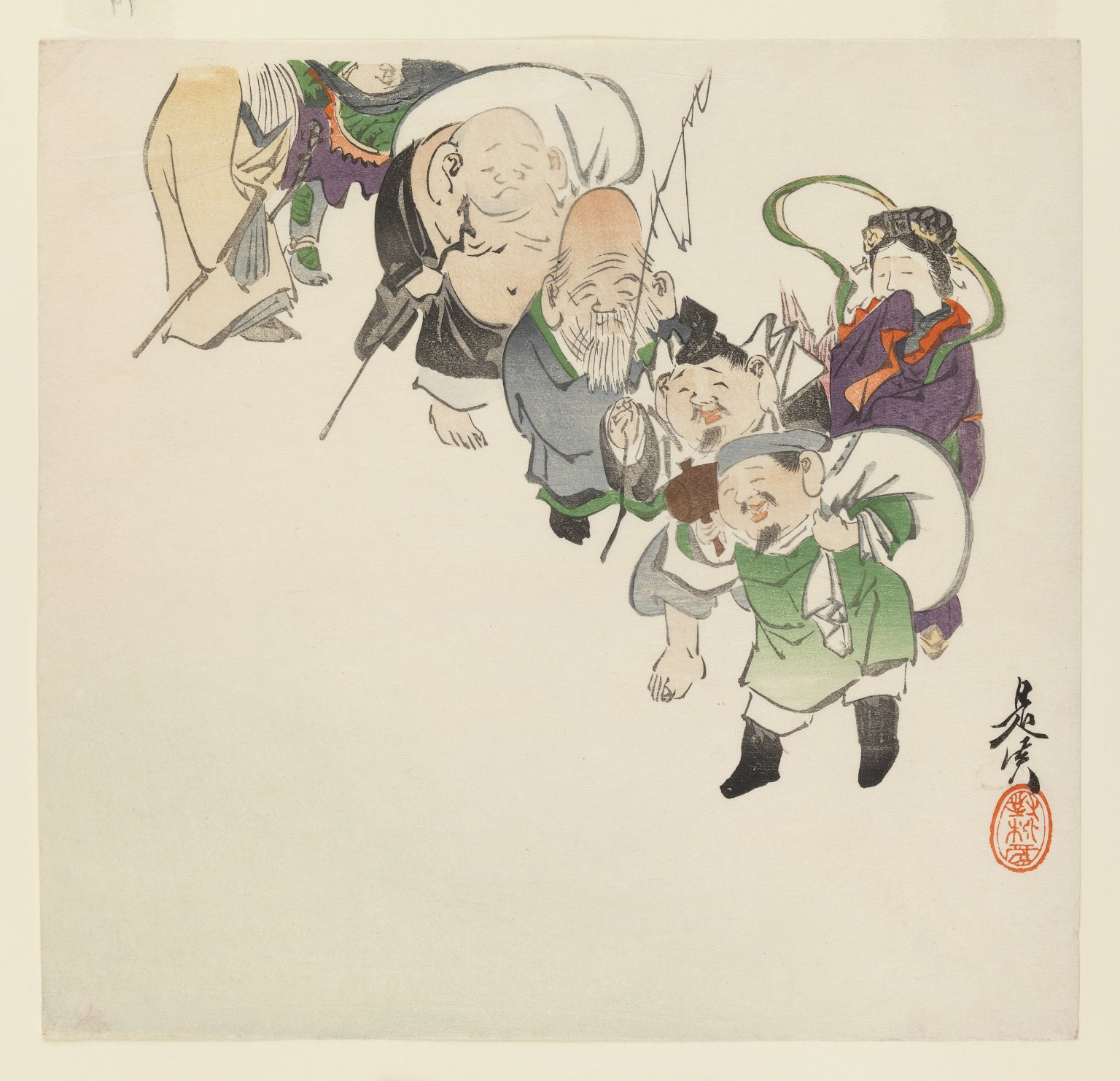
Die Sieben Glücksgötter.
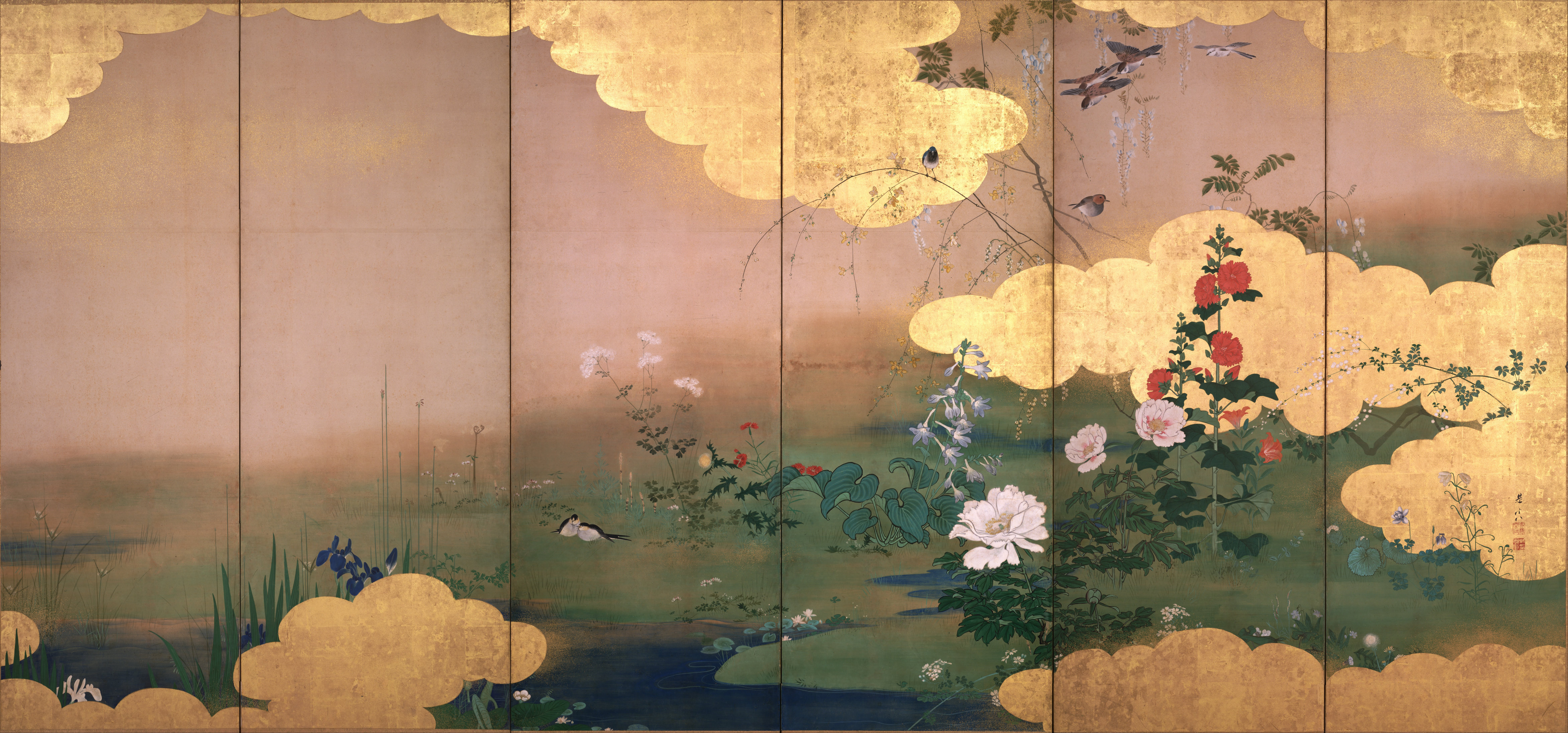
Sechsteiliger Stellschirm.